# Adriano (patriarca di Mosca)
Adriano (in russo: Адриан; Mosca, 2 ottobre 1637 – Mosca, 16 ottobre 1700) è stato un arcivescovo ortodosso russo, decimo patriarca di Mosca e di tutta la Russia.
Tradizionalista e contrario alle riforme di Pietro I Romanov il Grande, combatté le tendenze teologiche favorevoli al protestantesimo e al cattolicesimo e dovette accettare l'introduzione del nuovo calendario civile.
Morì il 16 ottobre 1700. Fu l'ultimo Patriarca di Mosca fino all'elezione di San Tichon di Mosca nel 1917.